# C-246

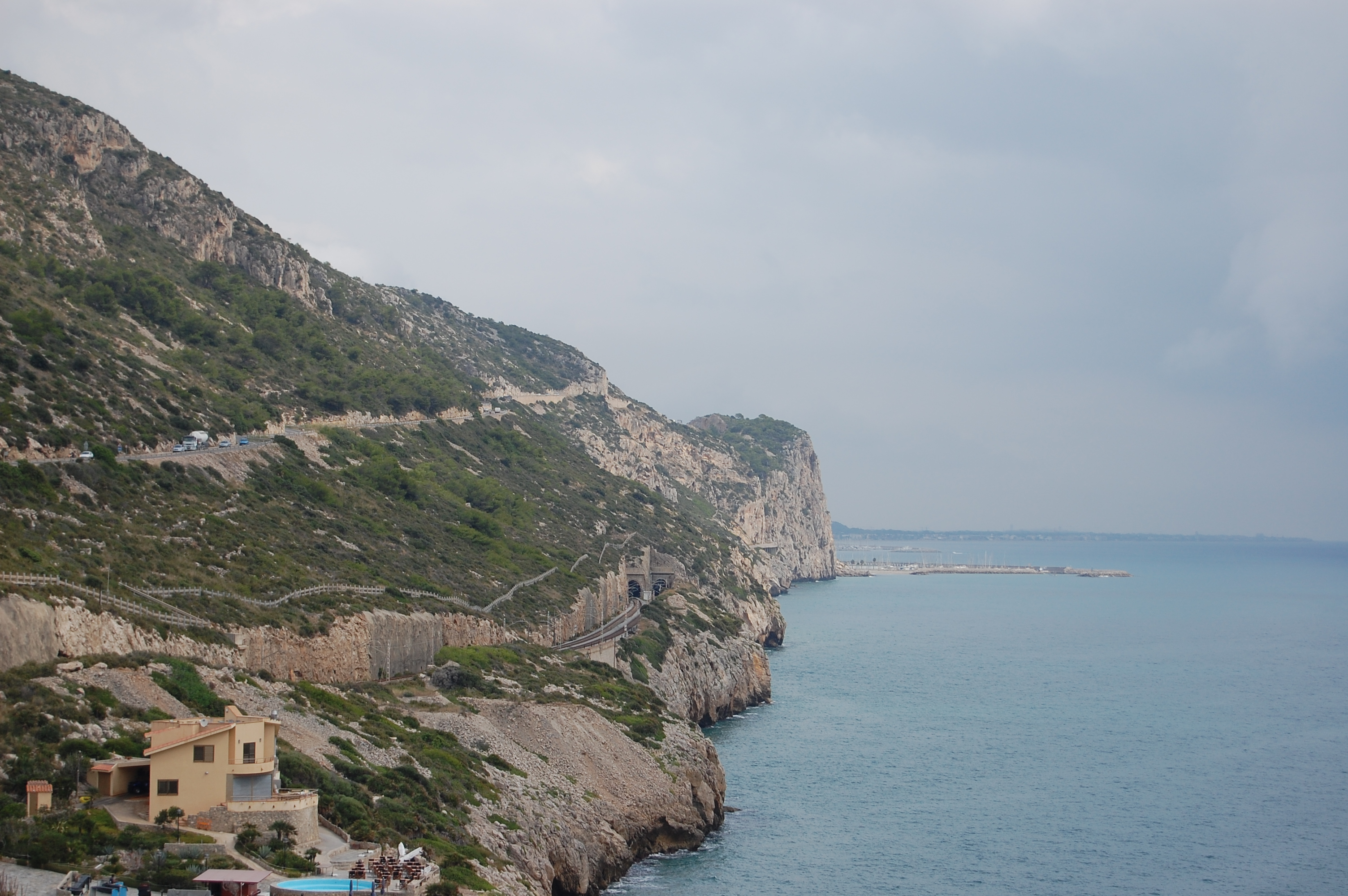
El tram orogràficament més complicat de la C-246 era el tram de les costes del Garraf, entre Sitges i les Botigues.

C-246 fou la codificació de la carretera (aleshores considerada comarcal) des de Barcelona (Barcelonès) a Valls (Alt Camp) passant per Castelldefels (Baix Llobregat), Sitges i Vilanova (Garraf) i el Vendrell (Baix Penedès) entre altres poblacions. El recurregut total era d'uns 97 km.
Amb la recodificació de carreteres de 2001, el tram entre Barcelona i el Vendrell s'integrà dins l'eix C-31 (excepte els trams urbans de Calafell, Vilanova i Sitges i el tram interurbà entre les Roquetes i Sitges, tots ells amb codi actual C-246a). L'altre tram, entre el Vendrell i Valls, va passar a ser, gairebé íntegrament, l'actual carretera C-51.